# 고돌발
고돌발(高突勃)은 고구려 말기의 무장으로, 고구려-당 전쟁 때 활약하였으며, 생몰연대는 미상이다.

## 생애
645년(보장왕 4년) 당은 고구려를 침략하였고, 개모성, 요동성을 차례로 함락 후 이어서 백암성을 공격하였다. 이때 연개소문은 오골성의 고구려 군사 1만 명을 요동으로 급파하였다. 이때 당군의 전군 총관 계필하력의 철륵 기병을 이끌고, 고구려군과 전투 중에 고구려 무장 고돌발에게 창에 찔려 큰 부상을 당하였다. 이후 당 태종의 군대가 몰려오고 백암성 성주 손대음이 항복하여 백암성이 함락되고 포로가 되었다. 당 태종이 이에 고돌발을 처형하려 하였으나, 당사자인 계필하력이 만류하여 풀려났다.

## 백암성 전투의 행적
당시 직급은 알 수 없지만, 당 태종의 큰 총애를 받았던 무예가 뛰어나고 용맹한 철륵 출신 총관 계필하력을 창으로 찔러 떨어 뜨린 것으로 보아, 무예가 뛰어난 장수로 추측된다. 또한 정황상 오골성 출신 혹은 오골성에 주둔하고 있던 장수로 위기에 빠진 백암성을 구원하러 긴급히 출동하였던 기병으로 판단되며, 이에 계필하력의 철륵 출신의 당군과 백암성 부근에서 교전 후 백암성에 입성하였던 것으로 역시 추측 된다. 삼국사기에는 이름이 나와 있지 않으나, 중국측 사서 신당서 권110-06 제이번장전(諸夷蕃將傳) 계필하력전(契苾何力傳)에 다음과 같은 기록이 있다.
 帝征高麗，詔何力為前軍總管。次白崖城，中賊槊，創甚，帝自為傅藥。城拔，得刺何力者高突勃，騶使自殺之，
辭曰：「彼為其主，冒白刃以刺臣，此義士也。犬馬猶報其養，況於人乎？」卒舍之. 

황제가 고려를 정토하면서, 조서로 계필하력을 전군총관으로 삼았다. 백암성에 나아가, 적의 삭에 맞았는데, 창상이 심하여, 황제가 직접 약을 붙여주었다. 성을 뽑고 나서, 계필하력을 찌른 자인 고돌발을 얻었는데, 사신을 치달아 보내어 그를 자살하게 하려 하자, “저 자는 그 주인을 위하여, 흰 칼날을 무릅쓰고 신을 찌른 것이니, 이는 의로운 사인입니다. 개와 말도 오히려 그 먹인 것에 보답하는데, 황차 사람에 있어서이겠습니까?”라고 고사하며 말했다. 끝내 그를 풀어주었다.
백암성 성주 손대음의 배신으로 당군에 포로로 잡혔지만 풀려났다는 점을 미루어 볼 때 이후 고구려군에 합류했을 가능성이 높다. 하지만 이후 행적은 알 수가 없다.

## 같이 보기
- 고구려-당 전쟁
- 연개소문
- 당 태종